# Kouritenga (Koupéla)
Ne doit pas être confondu avec Kouritenga.
Kouritenga est une localité située dans le département de Koupéla de la province du Kouritenga dans la région Centre-Est au Burkina Faso. 

## Éducation et santé
Le village possède un centre permanent d'alphabétisation et de formation (CPAF).